# Begraafplaats van Recoleta

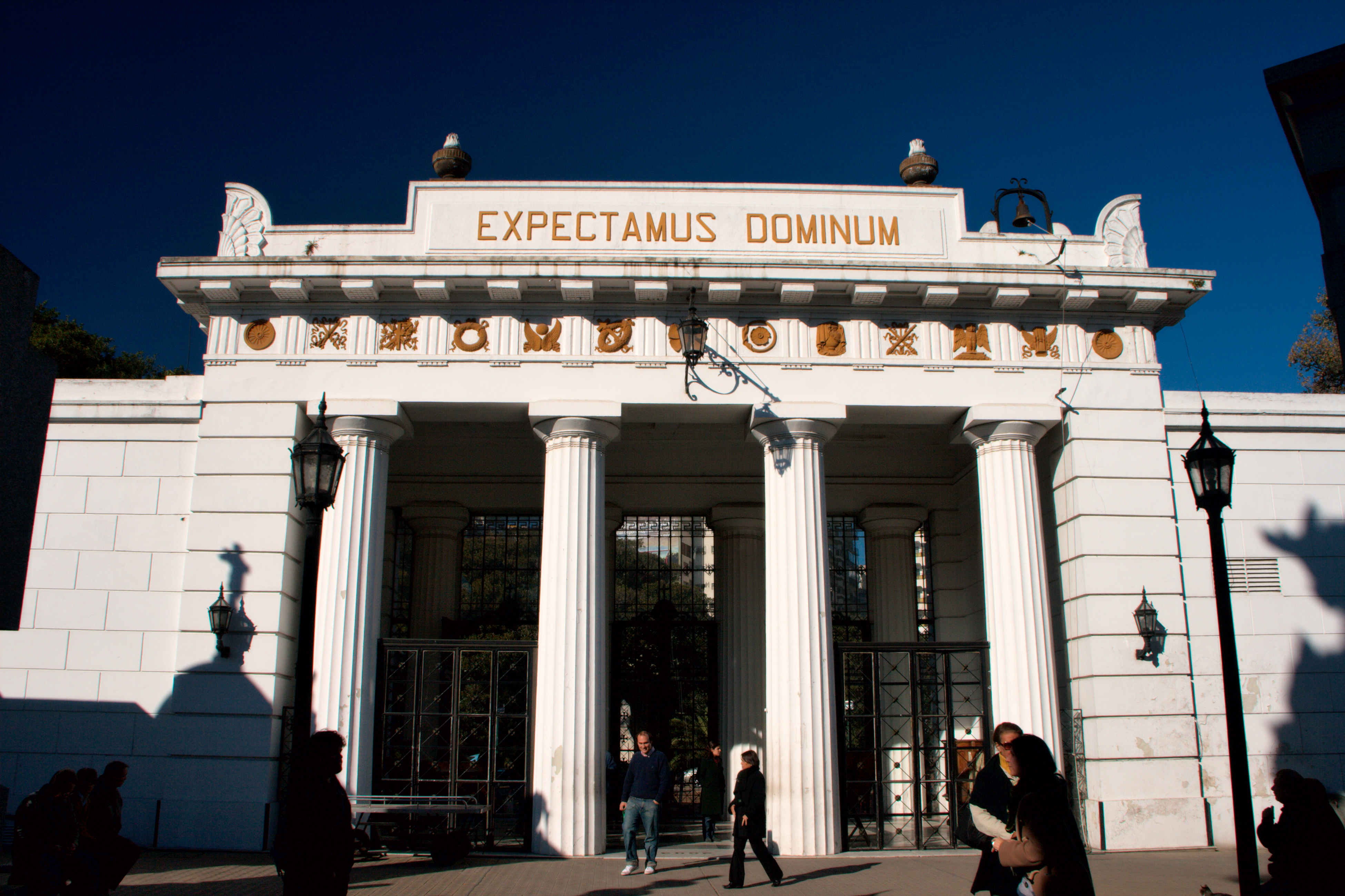
De entrée

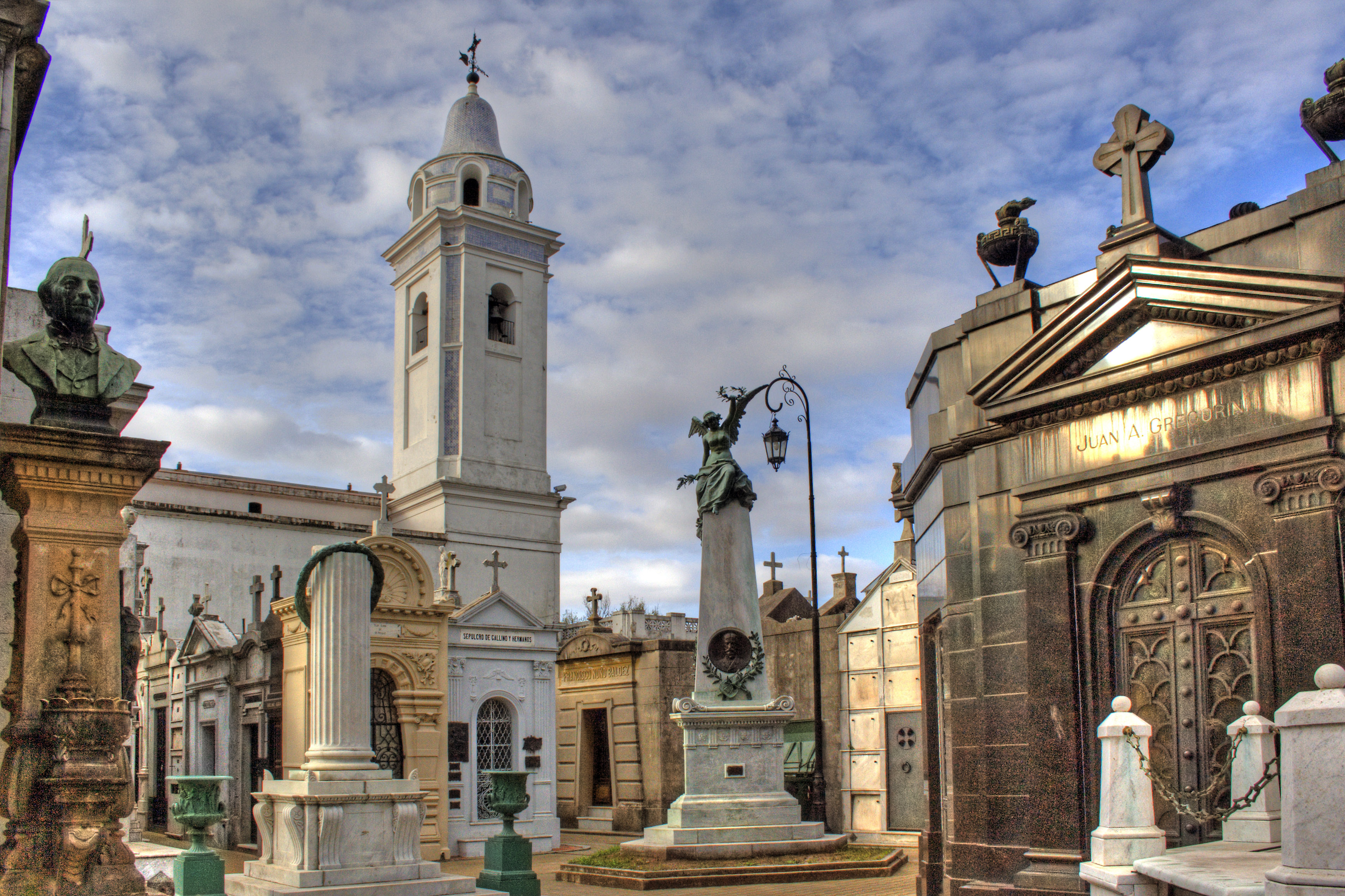
Zicht op binnenterrein

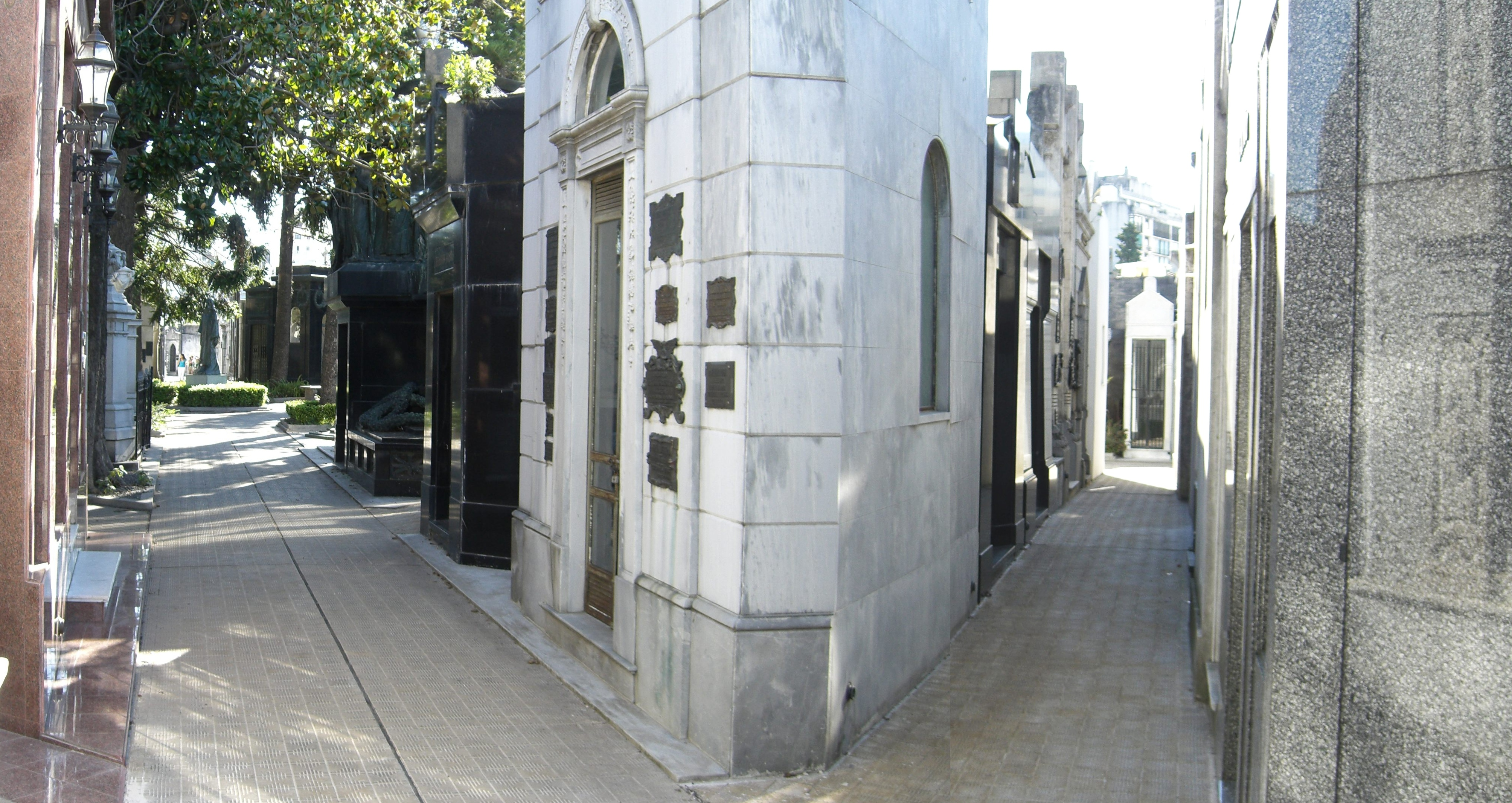
Steegjes op het kerkhof

De begraafplaats van Recoleta (cementerio de la Recoleta) is een begraafplaats in Buenos Aires in Argentinië. Hier liggen veel belangrijke personen die een rol in de Argentijnse geschiedenis hebben gespeeld.
Aan het begin van de 19e eeuw gaf de eerste Argentijnse president Bernardino Rivadavia opdracht aan de Franse architect Prospero Catelin om een begraafplaats te ontwerpen. Het kerkhof ligt op een oud kloosterterrein en om de Iglesia de Nuestra Señora del Pilar (Nederlands: Onze-Lieve-Vrouwe van de Pilaar, de beschermheilige van de stad), een kerk gebouwd in 1732. De kloosterorde verdween en in 1822 werd het de eerste algemene begraafplaats in het land. 
De plaats geeft de indruk van een echte stad met brede straten en smalle steegjes. Op het 5,5 hectare grote terrein zijn meer dan 6000 graven en mausolea waarvan tientallen worden beschermd als nationaal monument.
Op de begraafplaats liggen onder anderen:
- Adolfo Bioy Casares, schrijver, journalist en vertaler
- Eva Perón
- Hipólito Yrigoyen, president van Argentinië tussen 1916 en 1922 en tussen 1928 en 1930
- Juan Manuel de Rosas, politicus, militaire leider en caudillo die de Argentijnse Confederatie leidde van 1829 tot 1852
- Luis Federico Leloir, biochemicus die in 1970 de Nobelprijs voor Scheikunde kreeg
- Raúl Alfonsín, politicus en president van 1983 tot 1989
- William Brown, admiraal en grondlegger van de Argentijnse marine